# Syzygium scytophyllum
Syzygium scytophyllum är en myrtenväxtart som beskrevs av Friedrich Ludwig Diels. Syzygium scytophyllum ingår i släktet Syzygium och familjen myrtenväxter. Inga underarter finns listade i Catalogue of Life.